# Сельский округ Акана Курманова
Се́льский окру́г Ака́на Курма́нова (каз. Ақан Құрманов ауылдық округі) — административная единица в составе Атбасарского района Акмолинской области Казахстана. 
Административный центр — село Акана Курманова.

## География
Сельский округ расположен в западной части района, граничит:
- на востоке с Ярославским сельским округом,
- на юге с Шункыркольским сельским округом,
- на западе с Жанакииминским сельским округом Жаксынского района,
- на севере с Сергеевским сельским округом.

Протекает река Ишим — которая образует северные границы сельского округа, имеется озеро Жарколь.

## История
В 1989 году существовал как — Октябрьский сельсовет (сёла Октябрьское, Гайдар, Косбармак, Николаевка, Четвертое отделение совхоза). 
В периоде 1991—1998 годов: 
- сельсовет был преобразован в сельский округ в соответствии с реформами административно-территориального устройства Республики Казахстан;
- село Гайдар было переименовано в село Караколь;
- село Четвертое отделение совхоза было отнесено в категорию иных поселений, и включено в состав села Октябрьское.

Постановлением акимата Акмолинской области от 17 июня 2009 года № а-7/264 и решением Акмолинского областного маслихата от 17 июня 2009 года № 4С-15-9 «Об упразднении и преобразовании некоторых населенных пунктов и сельских округов Акмолинской области по Атбасарскому, Астраханскому и Енбекшильдерскому районам» (зарегистрированное Департаментом юстиции Акмолинской области 24 июля 2009 года № 3327): 
- село Николаевка было упразднено и исключено из учётных данных в связи с выездом жителей.

Постановлением акимата Акмолинской области от 21 октября 2015 года № А-10/483 и решением Акмолинского областного маслихата от 21 октября 2015 года № 5С-42-6 «О переименовании села Октябрьское и Октябрьского сельского округа Атбасарского района Акмолинской области»: 
- село Октябрьское было переименовано в село Акана Курманова,
- Октябрьский сельский округ был переименован в сельский округ Акана Курманова соответственно.

## Население
| Численность населения | Численность населения | Численность населения |
| 1989                  | 1999                  | 2009                  |
| --------------------- | --------------------- | --------------------- |
| 2789                  | ↘2189                 | ↘1393                 |

## Состав
| № | Населённый пункт            | Тип населённого пункта       | Население, 1989 | Население, 1999 | Население, 2009 |
| - | --------------------------- | ---------------------------- | --------------- | --------------- | --------------- |
| 1 | Акана Курманова             | село, административный центр | 813             | 1 195           | 1 004           |
| 2 | Караколь                    | село                         | 381             | 329             | 198             |
| 3 | Косбармак                   | село                         | 490             | 402             | 191             |
| 4 | Николаевка                  | село, упразднено             | 483             | 263             | -               |
| 5 | Четвертое отделение совхоза | село, упразднено             | 622             | -               | -               |

## Местное самоуправление
Аппарат акима сельского округа Акана Курманова — село Акана Курманова, улица Байтерек, 15.
- Аким сельского округа — Белялова Алтынай Дюсеновна[1].